# Кузнецова, Фаина Константиновна
Фаина Константиновна Кузнецова (31 декабря 1927, д. Лаврово, Кологривский уезд, Костромская губерния — 1 января 2019, Санкт-Петербург, Россия) — советская и российская спортсменка, неоднократный призер первенства СССР по гребле на байдарках и каноэ, мастер спорта СССР, тренер по гребле на байдарках и каноэ. Заслуженный тренер РСФСР.

## Биография
Родилась 31 декабря 1927 года в деревне Лаврово Кологривского уезда Костромской губернии (ныне - Нейский район Костромской области. Семья в первой половине 1930-х стала жертвой раскулачивания: пришлось собрать оставшиеся вещи и добираться пешком до города Павловск в Ленинградской области. После начала Великой Отечественной войны её семья покинула Павловск и ушла в Ленинград.
Во время блокады города умерли родители Фаины Константиновны, и она осталась одна. Местный дворник решил спасти девочку от голодной смерти и отвёл ее в ремесленное училище, где кроме пайка хлеба можно было получить миску похлебки. В 12-13 лет работала на заводе по производству патронов.
После войны Фаина Кузнецова занялась спортом, участвовала в лыжных гонках (и была удостоена звания мастера спорта СССР), однако затем решила заняться греблей на байдарках.
В течение многих лет занималась тренерской деятельностью. Среди её воспитанников ― олимпийская чемпионка по гребле на байдарках Галина Крефт. Стояла у истоков начала развития гребного спорта в Санкт-Петербурге.
Заслуженный тренер РСФСР. Награждена медалями «За оборону Ленинграда» и «За покорение Эльбруса».
Скончалась 1 января 2019 года. Похороны прошли 4 января на Ковалевском кладбище в Санкт-Петербурге.

### Семья
Супруг ― Кузнецов Фёдор Матвеевич, чемпион СССР по гребле на байдарках.
Дочь ― Медведева Ольга Фёдоровна, внуки ― Анна, Илья и Сергей Медведевы.
Сын — Кузнецов Сергей Фёдорович, внуки — Татьяна и Александр Кузнецовы.
Сын — Кузнецов Анатолий Фёдорович, внуки — Кирилл и Мария Кузнецовы.